# هیاب

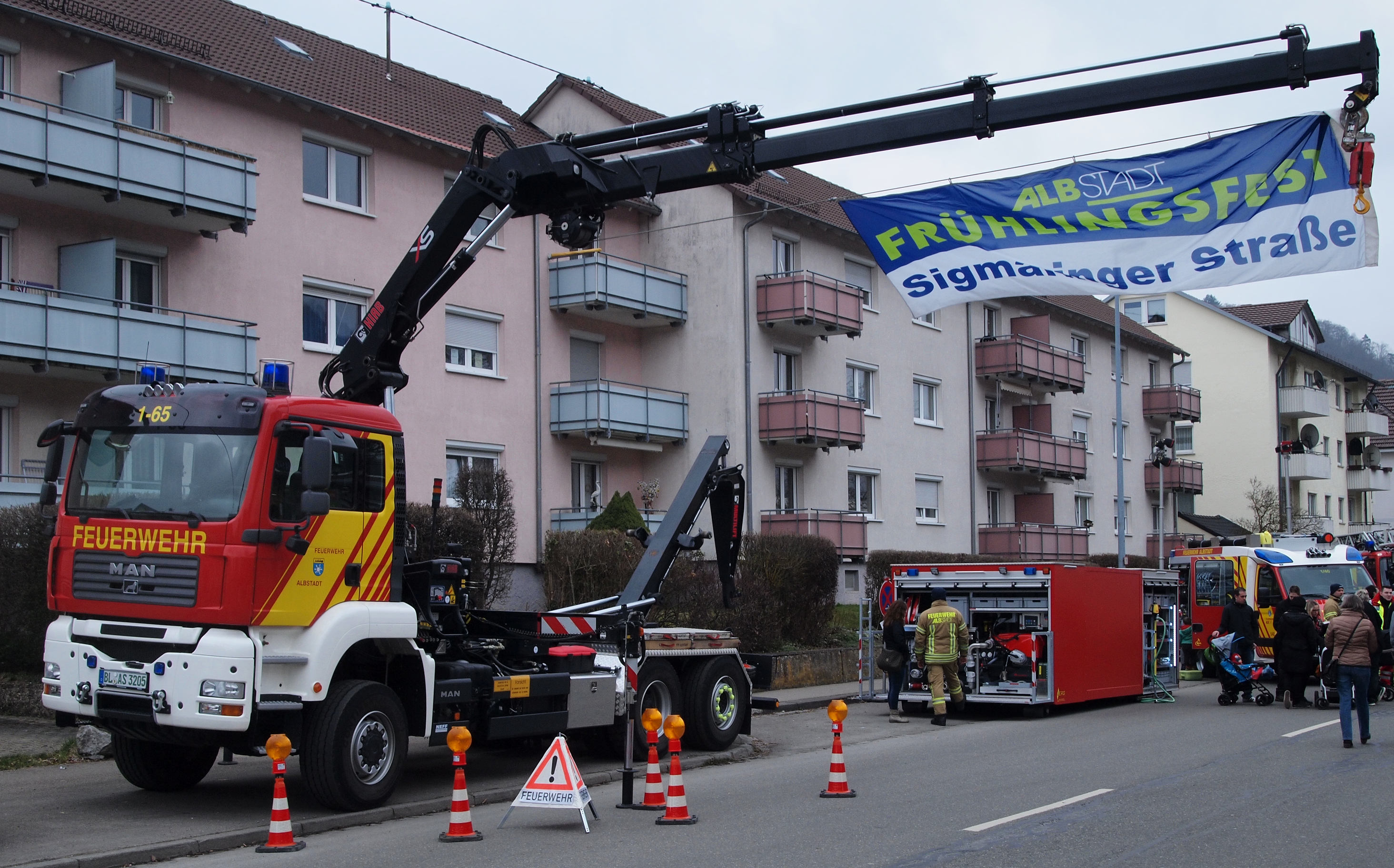
موتور آتش‌نشان مجهز به جرثقیل هیاب و قلاب پاشش

هیاب یک تولیدکننده سوئدی جرثقیل، باربردارهای قابل حمل، جرثقیل‌های جنگلداری، لیفتراک و بالابرهاست. در برخی از کشورها، هیاب به عنوان مترادف برای یک جرثقیل لودر از هر نوع استفاده می‌شود. این شرکت متعلق به شرکت کارگوتک است. 